# 이동신 (성악가)
이동신(1986년 6월 16일 ~)은 대한민국의 성악가이다.

## 방송
- 팬텀싱어 1 (2016) - 3위